# Dromius agilis
Dromius agilis es una especie de escarabajo de la familia Carabidae.

## Distribución geográfica
Se distribuye por Europa.